# Hauptfriedhof Mannheim

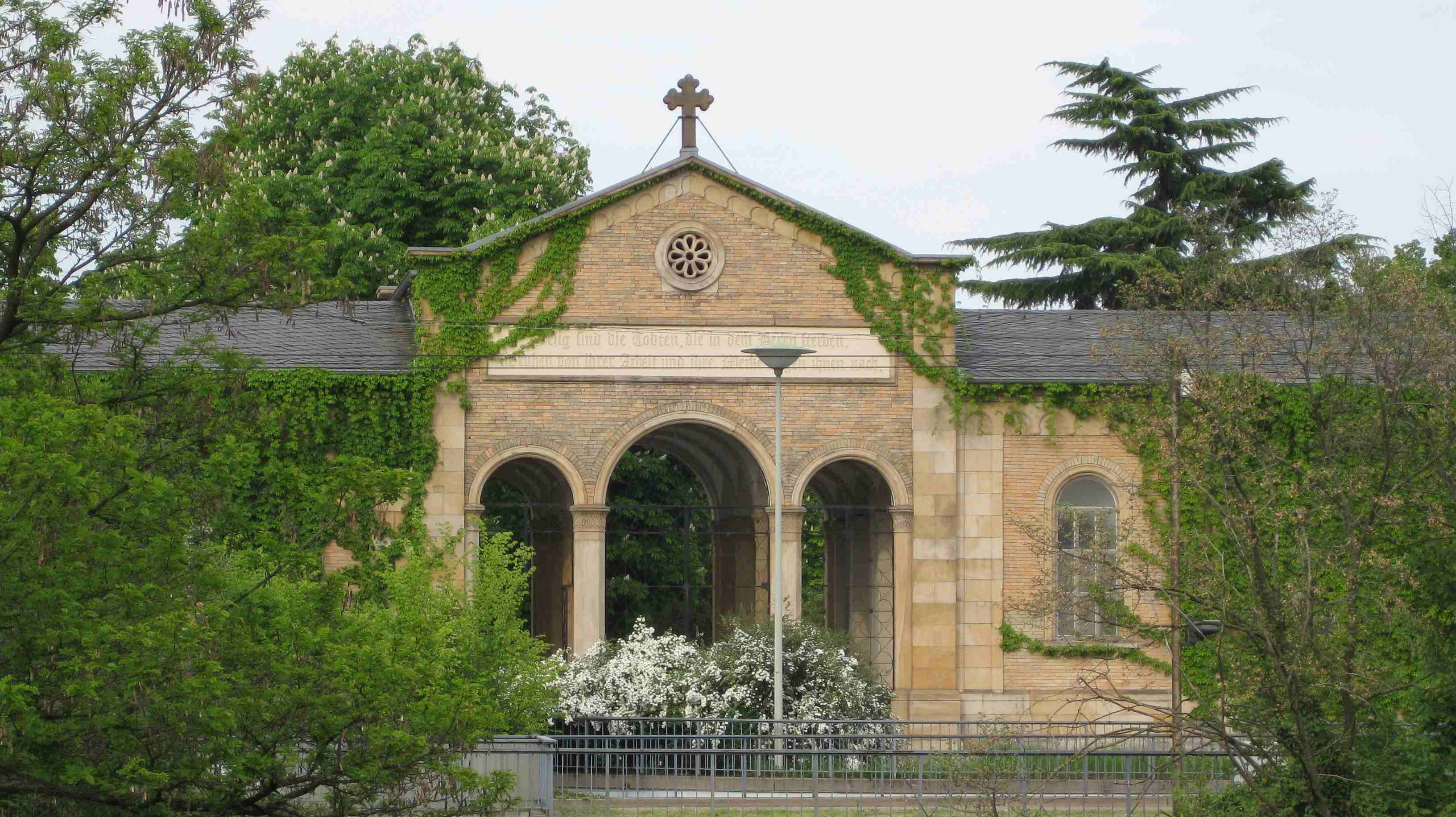
Eingang, Teil des Arkadenbaus

O Hauptfriedhof Mannheim é o cemitério principal de Mannheim, localizado no bairro Neckarstadt-Ost/Wohlgelegen.

## Sepultamentos
- Albert Bassermann, ator

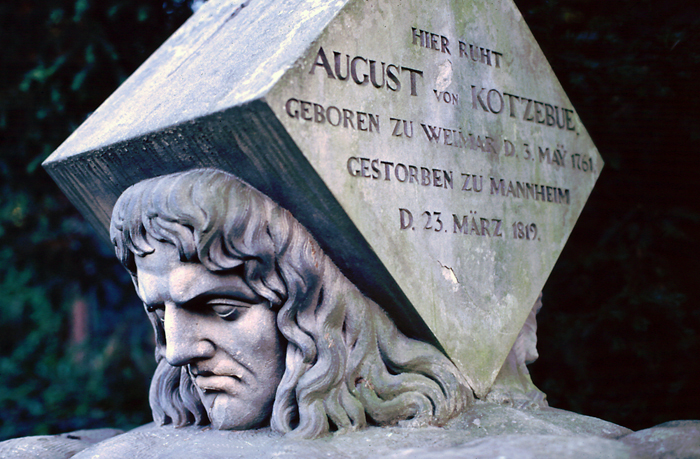
Grab von Kotzebue

- Friedrich Daniel Bassermann, político
- Maximilian Bayer, Offizier, cofundador do escotismo
- Otto Beck, político e oberbürgermeister de Mannheim
- Wolfgang Heribert von Dalberg, Intendant der Uraufführung von Schillers Räubern
- August Dreesbach, político
- Friedrich Engelhorn, fundador da BASF
- Carl Wilhelm Casimir Fuchs, geóloge, mineralogista e botânico alemão
- August Grün
- August von Kotzebue, Dramatiker und Schriftsteller, seine Ermordung 1819 diente als Anlass der Karlsbader Beschlüsse
- Heinrich Lanz, empresário
- Carl Reiß, consul geral e cidadão honorário de Mannheim
- Karl Ludwig Sand, Burschenschafter und Mörder August von Kotzebues, hingerichtet 1820
- Franz Schnabel, historiador
- Wilhelm von Traitteur, Baumeister und Pionier in der Eisenarchitektur
- Johann Andreas von Traitteur, engenheiro civil